# De Nieuwe Grond (ressort)
De Nieuwe Grond is een van de zeven ressorten waaruit het Surinaamse district Wanica bestaat.
In het oosten grenst het ressort De Nieuwe Grond aan Houttuin, ten zuiden van De Nieuwe Grond ligt Lelydorp, in het westen grenst het aan het ressort Koewarasan en in het noorden aan het district Paramaribo.

## Bevolking
In 2012 had De Nieuwe Grond volgens cijfers van het Centraal Bureau voor Burgerzaken (CBB) 26.161 inwoner, een stijging vergeleken met 20.219 inwoners in 2004.

### Etnische samenstelling
De Hindoestanen vormen de grootste bevolkingsgroep in het ressort De Nieuwe Grond. Andere grote bevolkingsgroepen zijn marrons, creolen en Javanen.
| Bevolkingsgroep  | Aantal | %       |
| ---------------- | ------ | ------- |
| Inheemsen        | 566    | 2,16%   |
| Marrons          | 7.194  | 27,50%  |
| Creolen          | 3.445  | 13,17%  |
| Afro-Surinamers  | 149    | 0,57%   |
| Hindoestanen     | 10.503 | 40,15%  |
| Javanen          | 1.065  | 4,07%   |
| Chinezen         | 302    | 1,15%   |
| Europees/blank   | 34     | 0,13%   |
| Gemengde afkomst | 2.648  | 10,12%  |
| Overig           | 220    | 0,84%   |
| Weet niet        | 16     | 0,06%   |
| Geen antwoord    | 19     | 0,07%   |
| Totaal           | 26.161 | 100,00% |

De Nieuwe Grond · Domburg · Houttuin · Koewarasan · Kwatta · Lelydorp · Saramaccapolder